# Der kleine Nick und die Ferien
Der kleine Nick und die Ferien ist eine französisch-schweiz-belgische Animationsserie, welche am 15. September 2023 erstmals auf KiKa ausgestrahlt wurde.

## Handlung
In dieser Animationsserie verbringt der kleine Nick seine Sommerferien mit seinen Eltern am Meer.
Jeder Tag wird zu einem neuen Abenteuer, sei es beim Bau einer Sandburg, beim Eisverkauf oder bei einer Schnitzeljagd.
Dabei sorgen der strenge Bademeister Duval und der überforderte Jugendleiter Gerard regelmäßig für Chaos.
Trotz aller Turbulenzen erlebt Nick einen unvergesslichen Sommer voller Spaß und Freundschaft.

## Episodenliste
| Deutscher Titel                       | Originaler Titel             | Erstausstrahlungsdatum (DE) |
| ------------------------------------- | ---------------------------- | --------------------------- |
| Der Club der verlorenen Pfadfinder    | Le club des trappeurs perdus | 15. September 2023          |
| Die prächtige Sandburg                | Un chouette château de sable | 15. September 2023          |
| Wir spielen Einkaufsladen             | On a joué à la marchande     | 15. September 2023          |
| Operation Sardine                     | Opération sardines           | 16. September 2023          |
| Die Lotterie                          | La tombola                   | 17. September 2023          |
| Georgs Delfin                         | La bouée de Geoffroy         | 17. September 2023          |
| Papas Abendessen                      | Le repas de papa             | 18. September 2023          |
| Rettet die Hummer                     | Sauvons les homards          | 18. September 2023          |
| Der Tag, als ich von zu Hause wegging | Le jour où je suis parti     | 19. September 2023          |
| Ohne Geld kein Tretboot               | Le pédalo interdit           | 19. September 2023          |
| Schiffbruch                           | Seuls au monde               | 20. September 2023          |
| Der Anruf                             | Le coup de téléphone         | 20. September 2023          |
| Eisverkäufer                          | On a vendu des glaces        | 21. September 2023          |
| Die Maus                              | La souris                    | 21. September 2023          |
| Großwaschtag                          | La grande lessive            | 22. September 2023          |
| Wir drehen einen Western              | On a fait un western         | 22. September 2023          |
| Die Schnitzeljagd                     | Le jeu de piste              | 23. September 2023          |
| Das Austern-Festival                  | La foire aux huîtres         | 23. September 2023          |
| Urlaubsfotos                          | Les photos de vacances       | 24. September 2023          |
| Papa ist der Stärkste!                | Le plus fort des papas       | 24. September 2023          |
| Georgs Geburtstag                     | L’anniversaire de Geoffroy   | 25. September 2023          |
| Krabbeninvasion                       | L’invasion de crabes         | 25. September 2023          |
| Der Schwimm-Wettkampf                 | Le concours de natation      | 26. September 2023          |
| Fair-Play                             | Le fair-play                 | 26. September 2023          |
| Der Drachen                           | Le cerf-volant               | 27. September 2023          |
| Die Urlaubs-Übungshefte               | Les cahiers de vacances      | 27. September 2023          |
| Tour de France                        | Le Tour de France            | 28. September 2023          |
| Papas Mathe-Problem                   | Le problème de Papa          | 28. September 2023          |
| Der große Fang                        | La pêche au gros             | 29. September 2023          |
| Wir waschen das Auto                  | On a lavé la voiture         | 29. September 2023          |
| Der geheime Gast                      | Clandestins !                | 30. September 2023          |
| Gretas Katze                          | Le chat de Micheline         | 30. September 2023          |
| Mama hat eine schlechte Idee          | La mauvaise idée de maman    | 1. Oktober 2023             |
| Die Glücks-Schnecke                   | Le bigorneau de la chance    | 1. Oktober 2023             |
| Das Kunstwerk                         | L’œuvre d’art                | 2. Oktober 2023             |
| Die Regatta                           | La régate                    | 2. Oktober 2023             |
| Der süße Duft der Scham               | Le parfum de la honte        | 3. Oktober 2023             |
| Georgs Schatz                         | Le trésor de Geoffroy        | 3. Oktober 2023             |
| Wir lernen den Morse-Code             | On fait du morse             | 4. Oktober 2023             |
| Papas neues Leben                     | La nouvelle vie de papa      | 4. Oktober 2023             |
| Der Führerschein                      | Le permis de conduire        | 5. Oktober 2023             |
| Die Schlüsselanhänger                 | Les jolis porte-clés         | 5. Oktober 2023             |
| Das amerikanische Auto                | La voiture américaine        | 6. Oktober 2023             |
| Der Matrosen-Tanz                     | La danse des marins          | 6. Oktober 2023             |
| Die Postkarte                         | La carte postale             | 7. Oktober 2023             |
| Die Heiratsannonce                    | La petite annonce            | 7. Oktober 2023             |
| Verfluchte Scoubidous                 | Satanés scoubidous !         | 8. Oktober 2023             |
| Seetang                               | Les goémons                  | 8. Oktober 2023             |
| Der Papagei                           | Le perroquet de Lanterneau   | 9. Oktober 2023             |
| Otto hat Schluckauf                   | Le hoquet d’Alceste          | 9. Oktober 2023             |
| König der Seeigel                     | Le roi des oursins           | 10. Oktober 2023            |
| Der Kinobesuch                        | La sortie au cinéma          | 10. Oktober 2023            |

## Synchronisation
Die Synchronisation übernahm die G&G Tonstudios GmbH in Kaarst.
| Deutscher Sprecher | Charakter    |
| ------------------ | ------------ |
| Ben Hadad          | Nick         |
| Lisa Dzyadyk       | Isabell      |
| Francis Dichmann   | Marie-Hedwig |
| Cindy Kepke        | Michel       |
| Lara Schmidt       | Otto         |